# Манолис Андроникос
Манолис Андроникос (на гръцки: Μανόλης Ανδρόνικος) е гръцки археолог и професор от Солунския университет „Аристотел“.

## Биография
Манолис Андроникос е роден на 23 октомври 1919 година в Бурса, но по-късно семейството му се установява в Солун. Учи философия в Солунския университет и през 1952 година става професор по класическа археология в него. По-късно продължава образованието си в Оксфордския университет заедно с проф. Джон Бийзли (1954-1955). Завръща се в Солунския университет и от 1964 година е професор там.
Жени се за учителката Олимпия Какулиду. Извършва археологически проучвания в Бер, Негуш, Кукуш, Халкидики и Солун, но главното му проучване е това във Вергина, където неговият учител професор К. Ромайос започва разкопки през 1937 година. Най-голямото му откритие е гробницата на Филип II Македонски, направено на 8 ноември 1977 година, макар откритието да е оспорвано от други учени. През юни 2015 година са обявени резултатите от задълбочено остеоархеологическо проучване, проведено от Теодор Антикас и Лаура Уин-Антикас, което подкрепя идентифицирането на костите във Вергинските горбници с тези на Филип II Македонски, въпреки че не може да бъде потвърдете с помощта на ДНК тестове.
Намерените артефакти, сред които златен ларнакс, златният венец на царица Меда, златният венец на Филип II и други после са включени в редица експозиции.
Андроникос е член на Археологическия съвет (1964-1965), Атинската археологическа асоциация, Македонската изследователска асоциация, Асоциацията „Internationale des Critiques d' Art“ и Германския археологически институт в Берлин. Живее в Солун до смъртта си на 30 март 1992 година.